# William F. Kinderman
William F. Kinderman, noto anche come Tenente Kinderman, oppure Tenente Bill Kinderman, è un personaggio immaginario creato da William Peter Blatty nel suo romanzo L'esorcista.
Nel libro e nel film da esso tratto, dove è interpretato da Lee J. Cobb, è un personaggio secondario; è il poliziotto incaricato di indagare sulla morte di Burke Dennings. L'opera teatrale omonima lo esclude totalmente. Viene parodiato ne L'esorciccio, nell'interpretazione di Ubaldo Lay.
Il personaggio viene poi ripreso nel romanzo Legion di Blatty, uscito in Italia col titolo Gemini Killer, e nel film da esso tratto, L'esorcista III (1990), diretto dallo stesso scrittore, nel quale, interpretato da George C. Scott, ricopre il ruolo di protagonista assoluto.

## Il personaggio nei diversi film

### L'esorcista
Appare per la prima volta verso la metà del film, nel campus universitario dove padre Karras sta facendo jogging. Gli chiede un'opinione sulla morte di Dennings. Poi si reca a casa MacNeil per fare domande sullo stesso argomento (facendo capire a Chris l'orribile verità: l'assassina è Regan, sotto l'influsso del demone. Il libro dice che anche il tenente aveva capito, ma si rifiutava di crederci). Per il resto del film lo vediamo aggirarsi qua e là, sempre alla ricerca di risposte sulla questione di cui si sta occupando. Poi suona il campanello delle MacNeil proprio nel momento in cui Karras scopre il cadavere di Merrin, ed è quindi testimone della guarigione di Regan. Nella versione integrale è presente anche nell'ultima scena, in cui fa amicizia con padre Dyer.

### L'esorcista III
Qui è protagonista. Incaricato di indagare su alcuni misteriosi ed efferati omicidi a Georgetown (tra cui quello di padre Dyer) scopre che l'assassino è il fantasma di Gemini Killer, giustiziato 15 anni prima, che, per volere di Pazuzu, ha preso possesso del corpo di Karras. Ne segue un'epica battaglia tra il Bene e il Male, con lieto fine.

### L'esorciccio
In questo film diretto da Ciccio Ingrassia, il personaggio del poliziotto interpretato da Ubaldo Lay è chiaramente una parodia di Kinderman.

## Casting
Lee J. Cobb morì nel 1976. Questo fatto rese necessario l'ingaggio di un nuovo attore per la parte del tenente nel nuovo film di Blatty. La scelta cadde su George C. Scott, il quale, impressionato dalla sceneggiatura, accettò con entusiasmo.